# Phong hậu
Phong hậu (tiếng Hàn: 퀸메이커) là một bộ phim truyền hình trực tuyến của Hàn Quốc năm 2023 do Moon Ji-young viết kịch bản, Oh Jin-seok đạo diễn. Phim có sự tham gia của Kim Hee-ae, Moon So-ri và Ryu Soo-young, được phát hành trên Netflix vào ngày 14 tháng 4 năm 2023.

## Giải thưởng

### Listicle
| Nhà xuất bản | Năm  | Listicle                                                       | Kết quả | Ref.  |
| ------------ | ---- | -------------------------------------------------------------- | ------- | ----- |
| Time         | 2023 | 10 bộ phim truyền hình Hàn Quốc hay nhất năm 2023 trên Netflix | Đi kèm  | [ 4 ] |